# Nej (cantante)
Nej (oppure Nej'), pseudonimo di Najoua Laamiri (Tolosa, 30 giugno 1993), è una cantante francese di origini marocchine.

## Biografia
Nej ha fatto il suo debutto discografico con l'album in studio Enchantée, pubblicato nel dicembre 2019, entrato nella Top Albums francese e certificato disco d'oro dalla Syndicat national de l'édition phonographique; dal lavoro sono stati estratti diversi singoli, tra cui I Miss You, che ha ottenuto lo stesso riconoscimento.
Anche l'EP SOS: Chapitre I ha conseguito un riconoscimento di vendita, equivalente a 100 000 unità accumulate, da parte della SNEP. Il progetto contiene il brano Ma colombe, anch'esso divenuto disco d'oro. Nej ha in seguito inciso il singolo Paro, che per aver venduto oltre 200 000 unità ha conseguito la certificazione di platino in Francia; la traccia, entrata anche nella Deutsche Singlechart, nella IMI International Top 20 Singles della Indian Music Industry e nella Schweizer Hitparade, ha riscosso popolarità dopo che la cantante turca Zeynep Bastık ne ha registrato una versione alternativa, numero uno nella Turkey Songs.
Athéna, secondo LP, è stato reso disponibile per il consumo a partire dalla seconda metà del 2023, si è collocato sul podio della classifica nazionale e al 25º posto della graduatoria vallone, ed è stato certificato oro dalla SNEP. Nej è stata candidata per un premio Les Flammes.

## Discografia

### Album in studio
- 2019 – Enchantée
- 2023 – Athéna

### EP
- 2021 – SOS: Chapitre I
- 2022 – SOS: Chapitre II
- 2022 – SOS: Chapitre III
- 2025 – SOS: Chapitre IV

### Singoli
- 2016 – Ailleurs
- 2016 – Mal à la tête
- 2016 – My Love
- 2016 – C'est toi
- 2017 – #KLMNT
- 2017 – Ena Ena
- 2018 – Fauter
- 2018 – I Miss You
- 2019 – Allô
- 2019 – Wallen
- 2019 – Où tu es
- 2019 – Mamayé
- 2019 – Delhi
- 2019 – Mon numéro (con Scridge)
- 2019 – C'est comme ça
- 2019 – Ana Kidali
- 2019 – Sajena
- 2020 – Petit chat
- 2021 – Paro
- 2021 – Yay seher oyounoh
- 2021 – Je t'a(b)ime
- 2022 – Mi amore
- 2022 – Ma sœur
- 2022 – Foto (con Lartiste)
- 2022 – Ma raison
- 2022 – Toi + moi (con Franglish)
- 2022 – Inta habibi
- 2023 – Météo
- 2023 – Pardon ma belle (con Tagne)
- 2023 – Dernière fois
- 2023 – Luva (con Kaza)
- 2023 – Ma muse/Je t'haine
- 2024 – Apprends-moi (con Soprano)
- 2024 – Bahinileek
- 2024 – Stalker
- 2024 – Habiba (con i Calema)
- 2025 – Mal lunée
- 2025 – Irréel 2
- 2025 – Abracadabra
- 2025 – Frérot
- 2025 – Bollywood
- 2025 – Ensay
- 2025 – La Var (feat. KeBlack)